# 大川慶吾
大川 慶吾（おおかわ けいご、1993年11月11日 - ）は、宮崎県出身の俳優、モデル、プロデューサー、実業家、元ジャニーズJr.。女性アイドルグループ『しゃかりぃな』のプロデューサーを務めたのち現在は合同会社AVANTE ENTERTAINMENTを設立し、男性アイドルグループ『ジャンクロップ』、『燦楽景』のプロデューサーを務める。OFFICE JINGGIS所属。
本名は、大川 慶吾（おおかわ けいご）。

## 人物
- 13歳から20歳まではジャニーズJr.として活動していた。
- 特技のサーフィンは大学時代で国士舘大学サーフィン部の主将を務め、大会で優勝するほどの腕前を持つ。
- 元ジャニーズJr.で現在はそれぞれ別の道を歩んでいたが、森継亮太、江上龍、守屋亮佑と「じゅにぼ」というユニットを結成。2022年11月8日、横浜のライブハウス・1000 CLUBにて行われた地下アイドルのイベントに出演した[3]。
- 2022年に女性アイドルグループ「しゃかりぃな」をプロデュース。「しゃかりきにかわいい」を届けるという意味で、SNS企画「10日後に顔出しするアイドル」でデビュー前から注目されていた[4]。
- 2023年1月2日に文春オンラインにて３部作で掲載された記事がランキング1.2.3位を独占した[5][6][7]。

## 出演

### CM
- ロート製薬 OXYデオドランドローション（2008年）[8]
- ヘアメディカル もしこの世の全てがイケメンだったら篇（2015年）
- 家庭教師のトライ（2015年）
- NHK リオ五輪スポットCM（2016年）
- NHK スポットCM ネットでテレビ！実験参加者募集（2016年）
- 京王電鉄 京王パスポート（2017年）
- リステリン トータルケアPLUS史上最高篇（2018年）
- 清水公園 BBQバトル篇（2019年）
- アサヒスーパードライ わたしの一年後篇（2019年）
- NTTドコモ RECRUIT2022（2020年）
- 住友商事 跳躍篇（2021年）
- トヨタ GR YARIS（2021年）
- テラスモール湘南 きっと、ずっと、湘南と。（2021年）
- Panasonic レッグリフレ・骨盤おしりリフレ（2021年）
- HONDA クロスカブ110（2022年）
- コクヨ THE CAMPUS（2022年）
- With Fitness （2022年）
- セブン-イレブン ななチキレッド（2022年）
- 三井アウトレットパーク あたらしい自分篇（2022年）
- レオパレス21 LEONET（2022年）
- NTT西日本 オープンイノベーションで新しい未来を篇（2023年）
- 信金中央金庫 経営と地域に活力を篇（2023年）
- タカラトミー トミカ（2023年）
- 静岡銀行 はじめませんか。新しいNISA。篇（2023年）
- YAMAHA ヤマハPAS（2023年）
- セブン-イレブン 次の便利の扉をひらこう！篇（2024年）
- ASICS AIM-TRG（2024年）
- ZERO ダイビングウェットスーツイメージモデル（2024年・2025年）
- カネカ わたしのチカラ Q10ヨーグルト（2024年)

### 映画
- 新宿スワン（2015年） - タカシ 役
- 新宿スワンII（2017年） - タカシ 役
- 強者ツワモノ（2015年） - 金井 役
- 棒の哀しみ（2016年） - 若い衆電話番 役
- サンガンダ~三貫田の池~（2016年） - 才心 役

### テレビドラマ
- 先生はエライっ!（2008年、日本テレビ） - 若ノ宮誠 役
- 渡る世間は鬼ばかり第9シリーズ（2008年、TBS） - 大井輝 役
- 新・示談交渉人 裏ファイル3（2014年、TBSテレビ） - 秋山耕介 役
- わたしを離さないで（2016年、TBSテレビ） - クラスメイト 役
- 深夜のダメ恋図鑑（2018年、テレビ東京） - ヤンキー 役
- 38歳バツイチ独身女がマッチングアプリをやってみた結果日記（2020年、テレビ東京） - ワイルドくん 役
- 高嶺のハナさん（2021年、テレビ東京） - ナンパ師 役

### 舞台
- 劇団BLUESTAXI「マサカサカサマ」（2016年11月、中野ザポケット） - 井伊春樹 役
- 劇団往来「チンチン電車と女学生」（2017年12月、東京芸術劇場プレイハウス） - 北見 役
- 劇団野良犬弾「友たる証明」（2018年4月、上野ストアハウス） - 松岡豪仁 役
- KARMA そで触れ合うも多生の縁（2018年7月、新宿スターフィールド） - 榊原健太郎 役
- 劇団BLUESTAXI「終のすみか」（2018年11月、テアトルBONBON） - 主演・神崎俊介 役
- 「マキシマムスピード」〜限界突破！！（2019年1月、築地本願寺ブディストホール） - 多山修二 役
- 夕-ゆう-（2019年8月、シアターサンモール） - 坂田 役
- Starry☆Sky on STAGE SEASON2 〜星雪譚ホシノユキタン〜（2020年1月、紀伊國屋サザンシアター） - 橘守生 役
- 少年陰陽師（2020年2月、築地本願寺ブディストホール） - 双頭の大蛇 役
- 劇団皇帝ケチャップ「春に思い出す、夏の君はもう遠く」（2020年9月、シアターKASSAI） - 主演・高山光晴 役
- 浜辺の朝〜俺たちのそれから〜」（2021年10月、俳優座劇場） - 大輔 役

### テレビ番組
- 今夜はナゾトレ（2017年フジテレビ） - 鬼龍院ケン 役
- SASUKE第38回大会（2020年、TBSテレビ）

### WEB
- abemaTV K-1 城戸康裕 vs アントニオ・ゴメス 試合前煽り映像（2019年） - 大川慶吾 役
- YouTube短編映像おすそわけ（2022年） - 谷口 役

### MV
- ソナーポケット「一生一瞬」（2017年）
- 構康憲「ねえ」（2024年）